# 佐用駅
佐用駅（さよえき）は、兵庫県佐用郡佐用町佐用にある、西日本旅客鉄道（JR西日本）・智頭急行の駅である。

## 概要
佐用町の代表駅。1955年（昭和30年）3月1日の合併によって、町名の読みが「さよ」から「さよう」に変更されたが、駅名の読みは「さよ」のまま変更されていない。
JR西日本の姫新線と、智頭急行の智頭線が乗り入れており、接続駅となっている。当駅は両社の共同使用駅であり、JR西日本の管轄駅である。姫新線の系統境界駅でもあり、姫路方面からの列車の半数程度と、津山方面からの全列車がこの駅で折り返す。残りの姫路方面からの列車は隣の上月駅までの運転となる。なお、2010年（平成22年）3月13日の高速化事業完成以前は、朝晩を除いて全列車がこの駅で折り返していた。
また、智頭線を経由する特急「スーパーはくと」・「スーパーいなば」も全列車が停車する。

## 歴史
- 1935年（昭和10年）7月30日[1]：国有鉄道姫津東線（当時）が三日月駅から延伸し、その終着として開業[3]。
  - 当時の所在地表示は兵庫県佐用郡佐用町（）佐用（）であった[3]。
- 1936年（昭和11年）
  - 4月8日：当駅から美作江見駅までが延伸開業し、現行の姫新線にあたる路線が全通。途中駅となる。同時に姫津東線が姫津線に改称され、当駅もその所属となる。
  - 10月10日：姫津線が姫新線の一部となり、当駅もその所属となる。
- 1971年（昭和46年）3月1日：貨物の取り扱いを廃止[3]。
- 1985年（昭和60年）3月14日：荷物扱い廃止[3]。
- 1987年（昭和62年）4月1日：国鉄分割民営化によりJR西日本の駅となる[3]。
- 1994年（平成6年）12月3日：智頭急行線が開業し、乗り換え駅となる[1][4][5]。
- 2009年（平成21年）
  - 8月9日：兵庫県西・北部豪雨により駅舎が冠水、線路設備の被害による影響もあわせ、姫新線播磨新宮駅 - 津山駅間[6]、智頭線上郡駅 - 大原駅間が不通となった[7]。
  - 8月11日：智頭線の特急スーパーはくとのみ運転を再開したが客扱いをせず、智頭線の普通列車は運転見合わせ[8][9]。
  - 8月14日：智頭線の特急スーパーはくとの客扱いを再開[9]。
  - 8月21日：姫新線播磨新宮駅 - 佐用駅間の運転が再開、駅業務も再開された[10]。
  - 8月29日：智頭線が全線復旧し、普通列車や特急スーパーいなばも運転再開[11]。
  - 10月5日：姫新線が全線復旧[12]。
- 2010年（平成22年）3月13日：姫新線高速化事業完成により、当駅を跨いで上月駅へ直通する列車が日中にも拡大。
- 2024年（令和6年）
  - 11月26日：みどりの券売機プラスを導入[2]。
  - 11月30日：みどりの窓口の営業を終了[2]。
  - 12月1日：終日無人化[2]。

## 駅構造

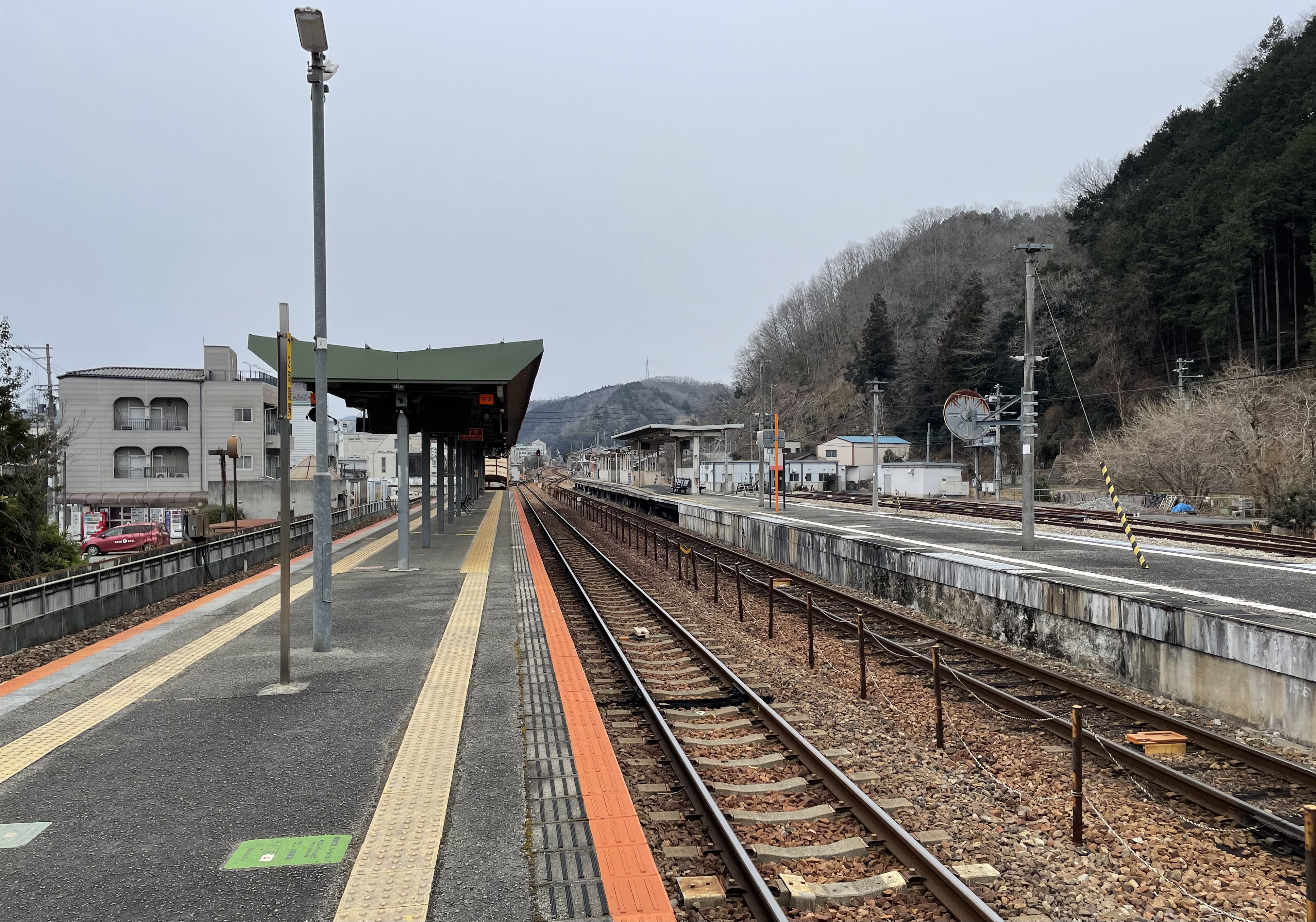
左の島が智頭急行のホーム、右の島がJRのホーム。（2025年2月）

以下、ホームについてはJR西日本のりばが「○番のりば」、智頭急行のりばが「○番線」と案内されるため、本項でもこれに従う。
島式ホーム2面4線を持つ。駅の入口側から智頭急行の1・2番線、JRの2・1番のりばの順に付されている。JR・智頭急行ともに1面2線のホームの構造で、ほぼ同一の平面上に線路が敷かれているものの、双方の線路は接続されていない。JR側の線路の外側には側線を備えている。智頭線の当初の工事実施計画では、この駅の上郡方（姫新線の新見方）に「山脇信号場」を設置して智頭線が姫新線に合流し、佐用駅で再度分岐する計画となっていた。しかし線路容量や保安上の問題、佐用駅の構内配線上の問題などから、1975年（昭和50年）の工事実施計画変更により、現状のように立体交差に改められた。
出札窓口・駅事務所は智頭急行1番線の真下にあり、盛土区間だが、平面図だけ見ればまるで高架駅のような配置である。「出札窓口・駅事務所」は、駅前広場より2メートル程度低く階段を十数段降りる様になっており洪水時には水没した事もあった。智頭急行の開業1年程度前に改装工事によってほぼ新設駅の景観となり、旧駅由来の物は無くなった。
JR西日本・智頭急行とも自動券売機を備えており、智頭急行のものは、智頭線内の自由席特急券も販売していた。姫新線・智頭線ともIC乗車カードでの乗車に対応していないため、ICOCAなどの交通系ICカードを乗車券として利用することはできない。
姫路駅が管理する無人駅。改札外に待合室が設置されている。
姫新線車両の夜間滞泊も設定されている。

### のりば
| JR線のりば       | JR線のりば | JR線のりば | JR線のりば                       |
| のりば           | 路線       | 方向       | 行先                             |
| ---------------- | ---------- | ---------- | -------------------------------- |
| 1・2             | 姫新線     | 下り       | 津山方面                         |
| 1・2             | 姫新線     | 上り       | 姫路方面                         |
| 智頭急行線のりば |            |            |                                  |
| 番線             | 路線       | 方向       | 行先                             |
| 1・2             | ■智頭線    | 下り       | 大原・智頭・鳥取・倉吉方面       |
| 1・2             | ■智頭線    | 上り       | 上郡・姫路・大阪・京都・岡山方面 |

付記事項
- JR線は1番のりばが下り本線、2番のりばが上り本線であるが、両方向の入線・発車に対応している。姫路方面からの列車は22時過ぎの上月行き（この列車のみ2番のりば。前述の夜間滞泊で1番のりばが塞がるため）を除いて1番のりばを使用し、そのまま上月行きおよび当駅始発の姫路方面行きとなる。津山・上月方面からの列車は2番のりばに入線し、そのうち上月発の列車はそのまま姫路方面に向かい、それ以外は折り返しの津山方面行きとなる。そのため、上下線とも発車ホームが固定されていないが、上月から先の津山方面へ入る列車はすべて2番のりばを使用する。なお、キハ122系・127系に対応したホームのかさ上げがなされたのは姫路方のみであるため、折り返しの津山方面行き列車はホーム津山方に停車する。
- 智頭急行は1番線を上下本線、2番線を上下副本線とした一線スルーである。特急列車は原則として「スーパーはくと」が両方向とも1番線、「スーパーいなば」が両方向とも2番線に発着する[15]。普通列車は行き違いがない限り1番線を使用する。

## 利用状況
- JR西日本

2021年（令和3年）度の1日平均の乗車人員は393人である。
近年の1日平均乗車人員は以下の通りである。
| 乗車人員推移 | 乗車人員推移 |
| 年度         | 1日平均人数  |
| ------------ | ------------ |
| 2000         | 494          |
| 2001         | 451          |
| 2002         | 442          |
| 2003         | 468          |
| 2004         | 417          |
| 2005         | 414          |
| 2006         | 370          |
| 2007         | 356          |
| 2008         | 373          |
| 2009         | 373          |
| 2010         | 432          |
| 2011         | 455          |
| 2012         | 468          |
| 2013         | 483          |
| 2014         | 455          |
| 2015         | 461          |
| 2016         | 458          |
| 2017         | 463          |
| 2018         | 448          |
| 2019         | 450          |
| 2020         | 387          |
| 2021         | 393          |

- 智頭急行

| 1日乗降人員推移 | 1日乗降人員推移 |
| 年度            | 1日平均人数     |
| --------------- | --------------- |
| 2018年          | 404             |

## 駅周辺
- 佐用町役場
- 兵庫県立佐用高等学校
- 佐用町立佐用小学校
- 佐用町立図書館
- さよう文化情報センター（おりひめ文化ホール）
- 佐用郵便局
- 佐用警察署
- 佐用城址（福原城）
- 天然記念物 佐用の大イチョウ[1]
- 国道179号
- 国道373号
- 兵庫県道562号佐用停車場線
- 佐用町コミュニティバス「佐用町役場」停留所 - 佐用船越線
- 佐用川
- マックスバリュ 佐用店
- コメリハード&グリーン佐用店

かつてはウエスト神姫の路線バスが運行されていたが、廃止およびコミュニティバスへの移管が行われた。

## 隣の駅
西日本旅客鉄道（JR西日本）
 姫新線
■快速（下りのみ運転）
佐用駅 → 上月駅
■普通
播磨徳久駅 - 佐用駅 - 上月駅
智頭急行
■智頭線
- 特急「スーパーはくと」「スーパーいなば」停車駅

■普通
久崎駅 - 佐用駅 - 平福駅